# Colpochila funerea
Colpochila funerea är en skalbaggsart som beskrevs av Blackburn 1890. Colpochila funerea ingår i släktet Colpochila och familjen Melolonthidae. Inga underarter finns listade i Catalogue of Life.